# Cheetos

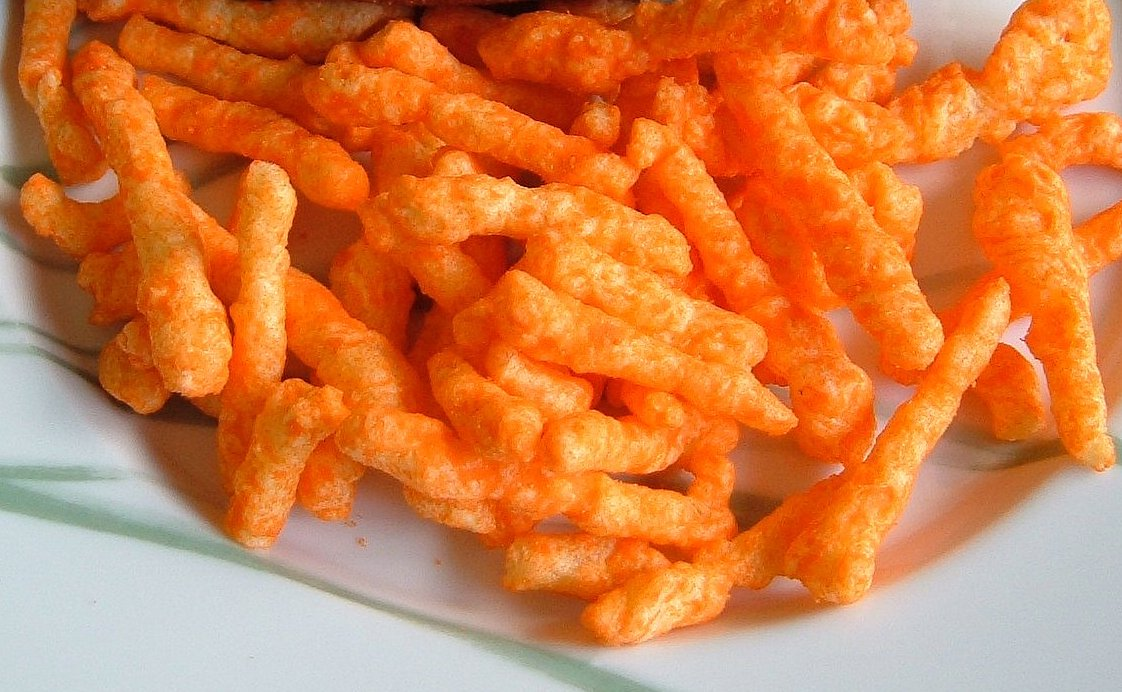
Kaas-Cheetos

Cheetos zijn een merk van kaaszoutjes, gemaakt door Frito-Lay. Er bestaan verschillende versies van. In Nederland zijn vooral de zachte zoutjes gemaakt van maïsmeel bekend.
Cheetos is ontwikkeld in 1948 door Fritos-bedenker Charles Elmer. Oorspronkelijk werd de naam van het merk geschreven met een punt erin (als Chee•tos).
De mascotte van het merk is Chester Cheetah.
Sinds 2015 vallen Nibb-it, Ringlings en Chipito (voorheen onderdeel van het merk Smiths) ook onder het merk Cheetos.